# Poyang

Lage Poyangs in Jiangxi

Der Kreis Poyang (chinesisch 鄱阳县, Pinyin Póyáng Xiàn) ist ein chinesischer Kreis im Nordosten der Provinz Jiangxi. Er gehört zum Verwaltungsgebiet der bezirksfreien Stadt Shangrao. Der Kreis Poyang hat eine Fläche von 4.215 km² und zählt 1.296.757 Einwohner (Stand: Zensus 2010). Sein Hauptort ist die Großgemeinde Poyang (鄱阳镇).
Circa 15 km westlich befindet sich der Poyang-See.

## Administrative Gliederung
Auf Gemeindeebene setzt sich der Kreis Poyang aus vierzehn Großgemeinden und fünfzehn Gemeinden zusammen. 